# Aquila adalberti
El águila imperial ibérica (Aquila adalberti) es una especie de ave accipitriforme de la familia Accipitridae. Es una de las aves endémicas de la península ibérica. Hasta no hace mucho se la consideraba una subespecie del águila imperial (Aquila heliaca), pero los estudios de ADN de ambas aves realizados por los investigadores Seibold, Helbig, Meyburg, Negro y Wink en 1996 
 demostraron que estaban lo suficientemente separadas como para constituir cada una de ellas una especie válida. El águila imperial ibérica es un ave amenazada; en 2013 se censaron cuatrocientas siete parejas en la península ibérica. Su nombre binomial conmemora al príncipe Adalberto de Baviera.

## Descripción
El plumaje de los ejemplares adultos es de un pardo muy oscuro en todo el cuerpo, excepto en los hombros y la parte alta de las alas, donde es de color pardo salpicado de plumas blancas. La nuca es ligeramente más pálida que otras partes del cuerpo, y la cola más oscura, sin bandas claras o líneas blancas como en el águila imperial oriental. En el caso de los individuos juveniles, de menos de un año, la coloración es de un color entre pardo y rojizo, cambiando a un color amarillo pajizo más o menos homogéneo en su segundo año de vida, a lo largo del segundo y tercer año de vida, los ejemplares adoptan fases de plumaje conocidas como de damero, en las que el color amarillento se va intercalando con plumas cada vez más numerosas de color pardo oscuro y negro, en el plumaje de subadulto, que aparece entre el cuarto y quinto año se observa ya un claro predominio del marrón oscuro, aunque aún entremezclado con plumas de color más claro, alcanzando el plumaje de los individuos maduros, anteriormente descrito, en el quinto año, al mismo tiempo que la madurez sexual. El tamaño medio de los adultos es de entre 78 y 83 cm de altura, y 2,8 kg, si bien las hembras, más grandes que los machos, pueden llegar a los 3,5 kg. La envergadura alar varía entre los 1,8 y 2,1 m.
Viven unos veinte años de media, habiéndose documentado ejemplares de veintisiete años en el medio natural y de cuarenta y uno en cautividad.

## Hábitat
Sus territorios abarcan una gran cantidad de hábitats, desde pinares en las zonas de montaña a sistemas dunares y marismas en zonas de costa. Sus mayores densidades se alcanzan en terrenos llanos o con relieves suaves, con formaciones arbóreas de importancia, aunque no dominantes (dehesas) y con buenas poblaciones de conejo.
Históricamente la persecución de esta especie hizo que las parejas supervivientes fueran las que se refugiaron en zonas de difícil acceso y relieve abrupto, generalmente en zonas de montaña. Su recuperación ha llevado a que las nuevas parejas, y también algunas antiguas vayan ocupando espacios de llanura y penillanura.
Dentro del territorio del águila, de su zona de campeo, se pueden distinguir tres zonas: la zona de nidificación; la zona de alimentación cercana, el cazadero más habitual que es defendido por la pareja para su uso exclusivo; y la zona de alimentación lejana que se usa de manera más ocasional, su uso es compartido con otras parejas y otras rapaces, y se usa más fuera de la época de cría.

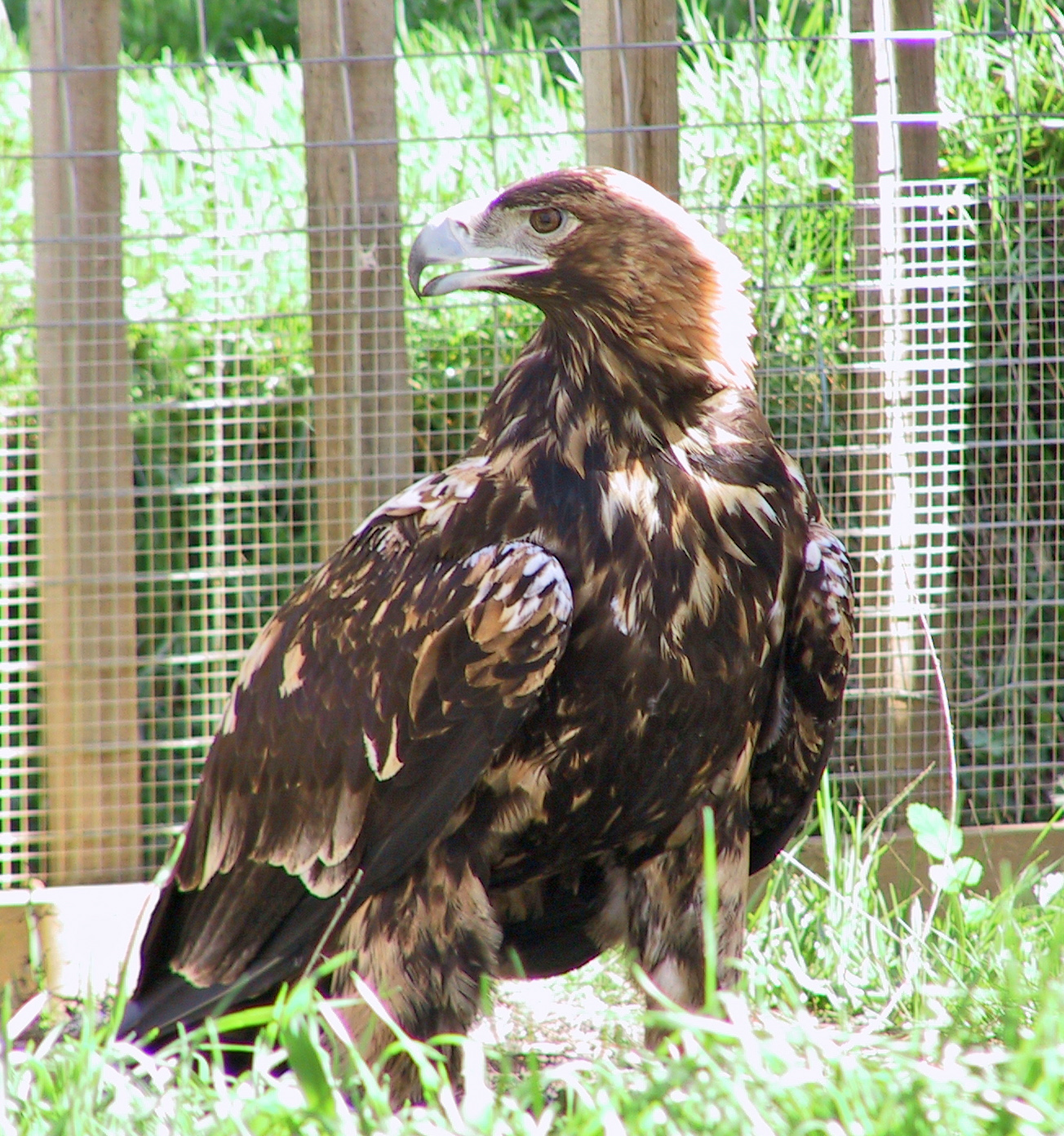
Águila imperial en cautividad

Los jóvenes, al emanciparse, se dispersan por zonas cercanas o alejadas de donde nacieron, en busca de nuevos territorios de caza y reproducción.

## Comportamiento
Al contrario que el águila imperial oriental de Eurasia y África oriental, la especie ibérica no emigra. Cada pareja defiende su zona de caza y reproducción (unas dos mil hectáreas) durante todo el año.

### Alimentación
Su alimento consiste en conejos, que cazan en solitario o en pareja. También depreda sobre liebres, palomas, cuervos y otras aves, y en menor medida zorros y pequeños roedores, y pueden alimentarse ocasionalmente de carroña.

### Reproducción

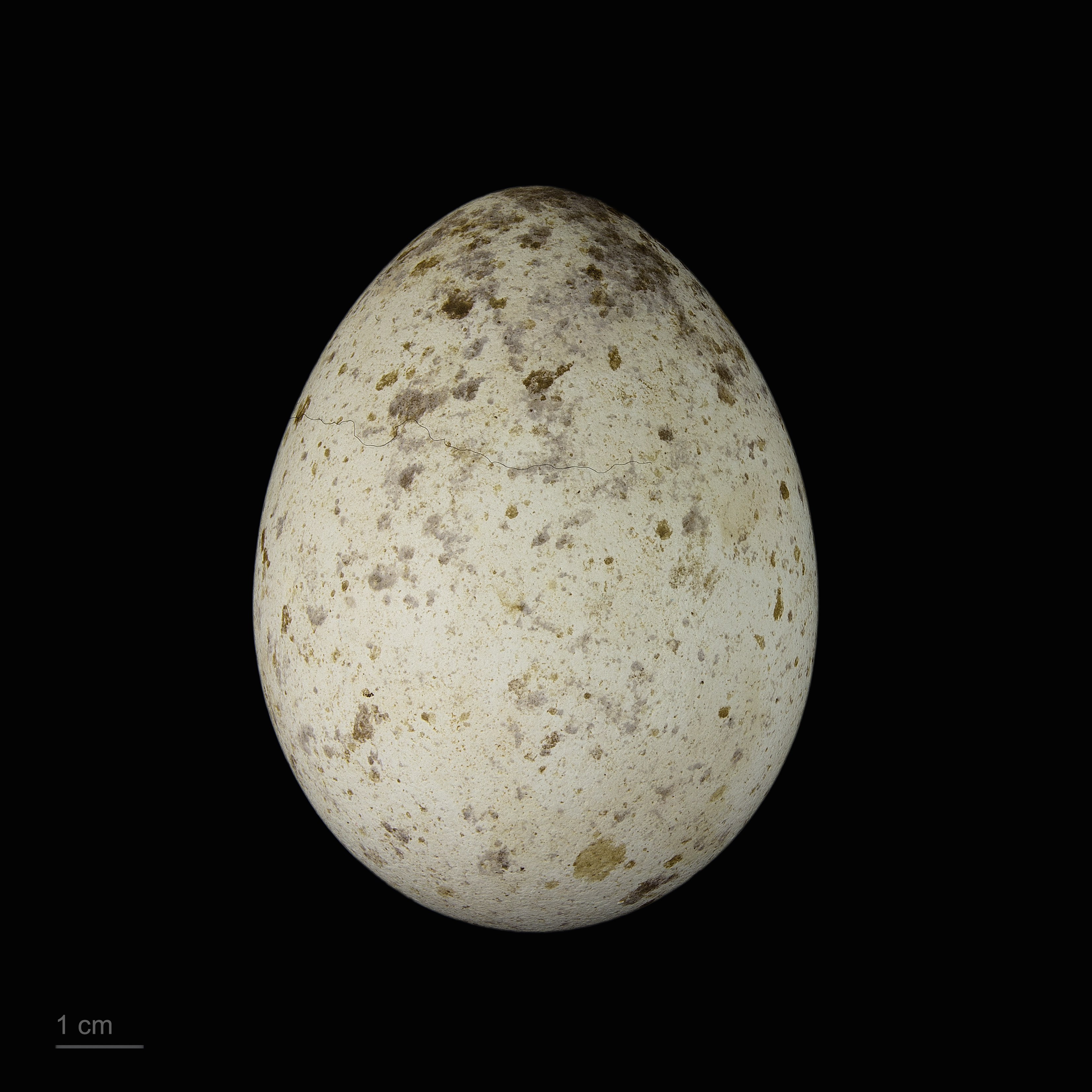
Aquila adalberti - MHNT

El águila imperial ibérica es monógama. La época de celo se da de marzo a julio,durante el cual las águilas reacondicionan uno de los nidos que han usado durante años rotando de uno a otro. Estos nidos están situados en la copa de árboles como alcornoques o pinos. En las zonas de repoblación forestal se han habituado a nidificar sobre eucaliptos, a pesar de ser ésta una especie alóctona.[cita requerida] Nidifican tanto en ramas altas como bajas.
La puesta típica consta de cuatro a cinco huevos de 130 g de peso que se incuban durante cuarenta y tres días. Es común el que se desarrollen hasta tres aguiluchos, aunque esta tendencia ha disminuido en los últimos años debido al uso de pesticidas, que aumentan el número de huevos infértiles.[cita requerida] Si el año es malo y hay poca comida, el pollo mayor la acapara y es el único que sobrevive; no obstante, se puede decir que el águila imperial ibérica no practica el cainismo. Cuando necesitan ir en busca de comida, los padres cubren los huevos o polluelos con hojas y ramas para evitar que sean descubiertos por los depredadores,[cita requerida] algo que a veces no es suficiente, terminando con alguno de los pollos capturado por un águila real o, en el caso de los nidos bajos, incluso un zorro u otro carnívoro de tamaño medio.[cita requerida]
Los jóvenes abandonan el nido entre sesenta y cinco y setenta y ocho días después de nacer, pero continúan viviendo en las inmediaciones y siendo alimentados por los padres durante cuatro meses. Pasado este tiempo, se independizan y emprenden una vida nómada. Cuando alcanzan la madurez sexual suelen visitar los límites de los territorios de parejas sedentarias a la búsqueda de algún individuo de sexo contrario «soltero» o «viudo». Los jóvenes nómadas son frecuentemente atacados por las parejas de adultos en cuyos territorios se han adentrado.[cita requerida]

## Evolución de la distribución y abundancia históricas
La regresión en el rango de distribución es débil durante, aproximadamente, el periodo 1850-1890. A partir de esta fecha se intensifica hasta el final de la primera década del siglo XX resultando ya escasa en varias regiones, y durante el porvenir del mismo el proceso resulta muy acelerado. Antes del comienzo de la disminución se distribuía por toda la península ibérica menos en el norte (Cataluña, Pirineos, Cordillera Cantábrica y norte de Portugal) y en el norte de Marruecos.
Existe una importante carencia de información. Como se ha mencionado anteriormente, para principios del siglo XX la especie ya era escasa. Durante el periodo 1850-1890 se cita en lugares en los que en la primera década del siguiente siglo era rara: el Levante español, la sierra de la Estrella y la región del Alentejo en Portugal, el Sistema Penibético, la península Tingitana. De todos estos sectores desaparece a lo largo del decalustro. Así, en 1950 quedan solamente las poblaciones principales del cuadrante suroccidental de España, con zonas adyacentes, es decir, sin fragmentar: Doñana, Sierra Morena occidental (pequeña), valle del Tajo a su paso por la frontera entre España y Portugal y por Torrejón el Rubio, en Extremadura (pequeña), Montes de Toledo y valle del Tiétar a su paso por la frontera de Madrid, junto a Ávila.
Con la continuación del declive, en el censo de 1967, el primero que se realizó, se estimaron cincuenta parejas. En este recuento se consideró la distribución por cuatro núcleos: sierra de Guadarrama, Monte del Pardo, valle del Tajo y Doñana, pero un segundo censo en 1974, más preciso, corrigió esta distribución con la observada en el párrafo anterior pero, evidentemente (pues pasaron veinticinco años) con los núcleos mucho más reducidos, y además fragmentados, restando solo algunas subpoblaciones muy pequeñas junto a los mismos, como la de sierra de Béjar.
Gracias a las labores de recuperación y la protección legal proporcionada en 1966, la tendencia negativa se invirtió en la década de 1970, y al final de la década de 1980 el número estimado era de ciento treinta parejas. Con lo cual, las poblaciones existentes crecieron y se formaron nuevos núcleos pequeños, como el de Sierra Morena oriental. No obstante durante la década de 1990 la evolución de la población fue muy negativa, y con respecto al censo de 1989 se produce una disminución del 30 % en las parejas. Esta propensión se invierte con el comienzo del nuevo siglo, y para 2004 ya había ciento noventa y cinco parejas.
En 2011 había trescientas diecisiete parejas, lo que supuso que los antiguos sectores de distribución hayan aumentado notablemente y se hayan formado nuevas subpoblaciones. De esta manera, Sierra Morena occidental y oriental presentan poblaciones grandes, la población del valle del Tiétar se ha extendido hacia el norte hasta penetrar en Castilla y León y cubrir las sierras del norte de Madrid, ha nacido un nuevo núcleo en el sureste de Portugal, y en general el resto de concentraciones ha crecido llegando incluso a dejar de estar muy poco o nada fragmentadas (siguiendo con el valle del Tiétar, ha crecido de esa manera gracias a que las subpoblaciones del Monte del Pardo y sierra de Guadarrama también lo han hecho, uniéndose así conjuntamente las tres agrupaciones).

## Estado de conservación

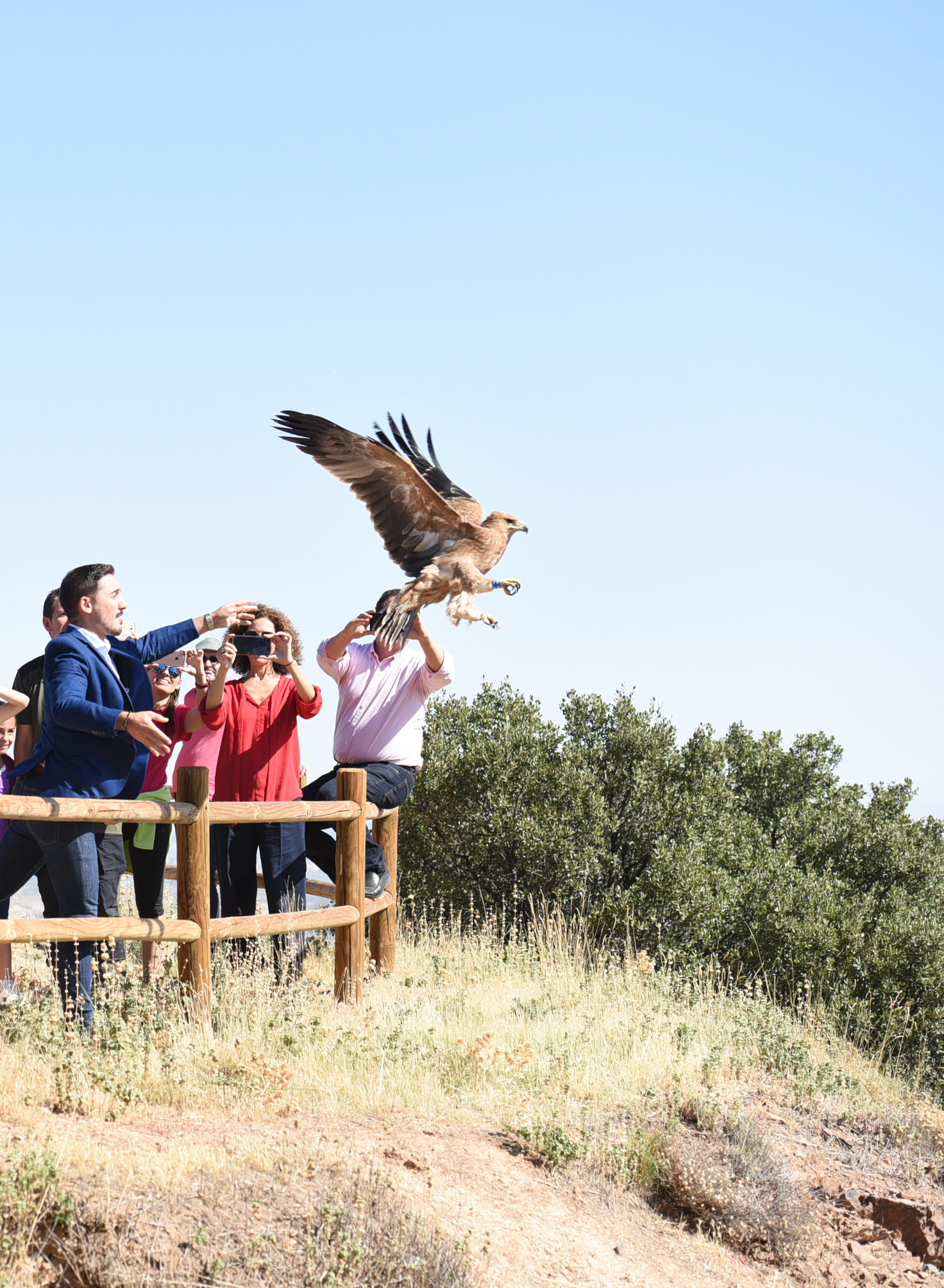
Liberación de un águila imperial en la provincia de Toledo

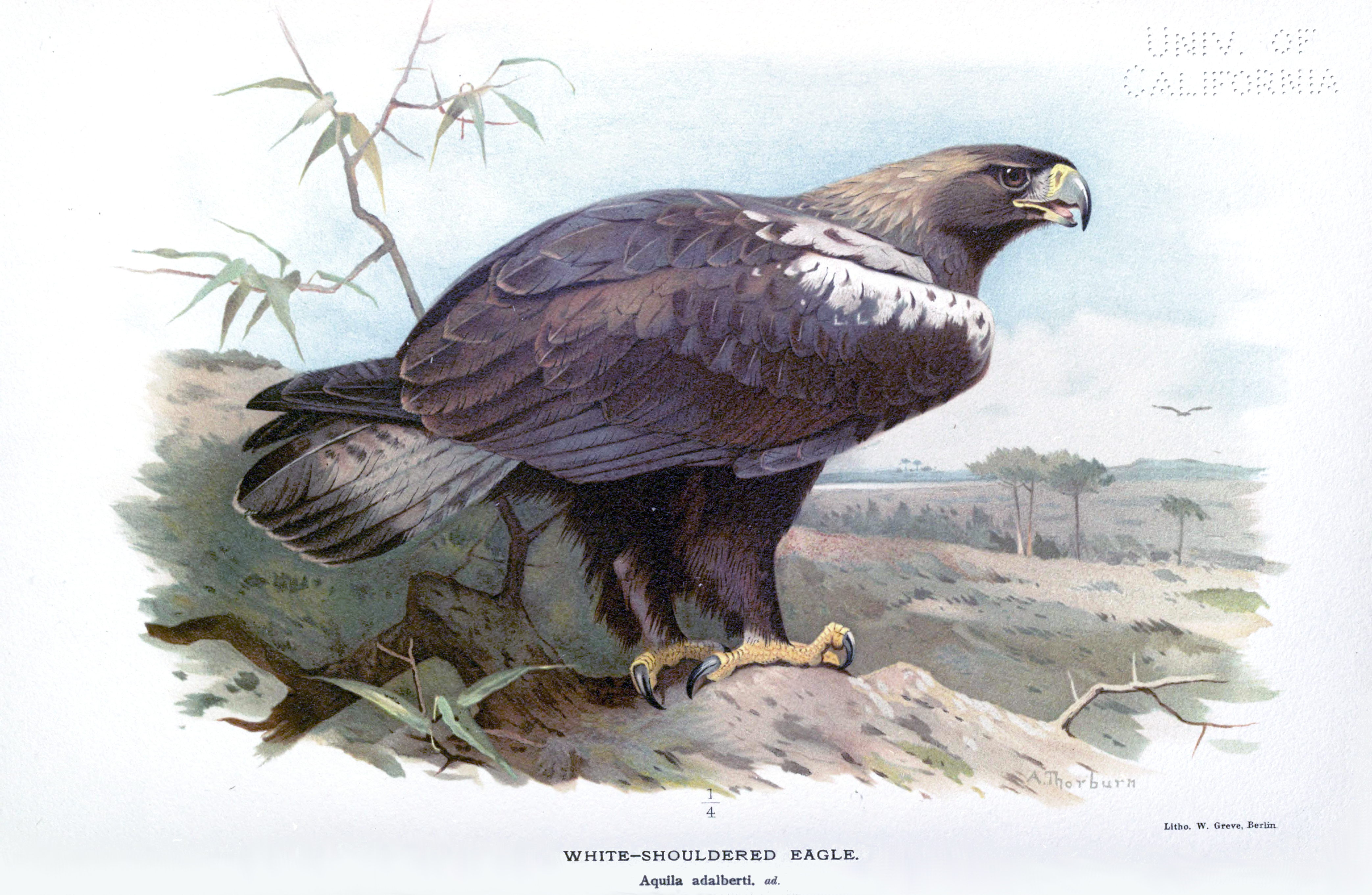
Dibujo representando al águila imperial

En España se censaron ciento noventa y cuatro parejas reproductoras (2004) y recientemente[¿cuándo?] dos parejas han recolonizado Portugal. Los contingentes de la especie han mantenido una tendencia de crecimiento positiva desde 1974, fecha del primer censo, hasta la actualidad. Parte de este cambio al alza en el número de individuos podría estar ligado a un mayor esfuerzo de prospección durante la última década. En 2010 se censaron doscientas ochenta y dos parejas: doscientas setenta y nueve en España y tres en Portugal (Ministerio de Medio Ambiente, Medio Rural y Marino). BirdLife International, siguiendo los criterios UICN 2001 para las listas rojas, la clasifica como Vulnerable (VU), lo que supone un descenso de categoría desde la última revisión, que la consideraba como En Peligro (EN). Este cambio de estatus se ha visto propiciado por los resultados obtenidos en modelizaciones que apuntan a una estabilización de las diferentes subpoblaciones en los próximos años. A pesar de esta tendencia poblacional positiva, se trata de una especie con un número de individuos muy reducido y cuya supervivencia está ligada a actuaciones de conservación intensivas.
Entre las principales causas de amenaza destacan la mortalidad por venenos, electrocución y persecución humana directa, la escasez de conejos (Oryctolagus cuniculus) —su principal presa—, deterioro y fragmentación del hábitat, contaminación y enfermedades.
A comienzos del siglo XX, el águila imperial ibérica todavía era un animal muy abundante en gran parte de su zona de distribución, pero en las últimas décadas su número descendió en picado. La población de Marruecos se considera extinta.
Desde 1991 se observa una acusada desproporción de sexos en la población del entorno de Doñana, donde un 70 % de los pollos nacidos son machos. En 2005, el CSIC puso en marcha un plan para intentar aumentar el número de hembras y resolver este problema.
Aunque todavía sigue en peligro, la atención de las administraciones españolas ha conseguido que a pesar de todos los impedimentos, la población de este símbolo de la fauna ibérica se haya duplicado desde principios de la década de 1990. En la actualidad existe un plan de recuperación de las especies a nivel nacional y algunas de las comunidades autónomas que albergan al ave también han desarrollado sus propios planes de conservación.